# KPCC
KPCC („No Rant No Slant“) ist eine US-Public-Radio-Station in Pasadena, Kalifornien. Der Sender ist einer von zwei Stationen des National Public Radio (NPR) in Süd-Kalifornien; die andere ist KCRW-FM Santa Monica. 
KPCC sendet auf UKW-Frequenz 89,3 MHz mit 0,6 kW und wird vom Santa Monica College (Pasadena CityCollege) betrieben. Während der Sender auf Pasadena City College lizenziert ist, wird die Station vom Southern California Public Radio (SCPR), einem US-amerikanischen öffentlichen Hörfunkanbieter betrieben. Der heutige CEO des National Public Radio (NPR) in Washington war bis zu seiner Ernennung 2014 Vorstandssprecher (chairman of the board) von KPCC.
Zusammen mit den National Public Radio Labs (Technische Entwicklungsabteilung des NPR) arbeiteten Techniker von KPCC daran, die Empfangbarkeit des Senders zu erhöhen. Ende 2016 gab der SCPR bekannt, dass KPCC nun auch in Santa Monica, Pacific Palisades, Sawtelle und Brentwood besser hörbar ist. Auf dem Pacific Coast Highway zwischen Santa Monica und Malibu soll der Empfang nun auch besser sein.
KPCC sendet ein UKW-Hybridsignal im Standard HD Radio (analog und digital).